# Дуаньдацюань
Дуаньцюань (кит.短拳) — один из видов боевых искусств Китая, название переводится как «короткий кулак». Другие названия — 短打拳 дуаньдацюань («кулак коротких ударов»), 绵张短打 мяньчжан дуаньда («непрерывно тянущиеся короткие удары»), 绵张拳 мяньчжанцюань («непрерывно тянущийся кулак»). Один из малораспространённых стилей провинции Хэбэй. Его преувеличенная популярность в среде русскоязычных любителей боевых искусств связана с тем, что в начале 1990-х годов на русском языке была выпущена книжка «Дуаньда», которая на самом деле являлась переводом одного из китайских учебников рукопашного боя (выпущенного в Ханчжоу), не имеющего абсолютно никакого отношения к этому стилю, однако несведущие люди думают, что там был описан именно этот стиль боевого искусства.